# Duckwork
Duckwork è il quarto album solista di Norman Nawrocki, pubblicato nel 2004.
Questo album è un attacco sonoro contro le forze dell'ignoranza, dell'avidità e della xenofobia. Imprescindibile, attuale, provocatorio e divertente, è caratterizzato da un basso ipnotico, una percussione che guida un cappio di violini, viola e violoncello, e parole incendiarie. Contiene 14 pezzi, tra cui: come invadere il Canada e neutralizzare gli Stati Uniti, un elenco degli interventi militari a livello mondiale dell'America negli ultimi 100 anni (By What Right, America?); dietro l'ipocrisia vergognosa degli Stati Uniti nella guerra contro il "terrorismo", una donna irlandese dichiara guerra agli Stati Uniti d'America; 30 buoni motivi per diventare un anarchico (Why Am I An Anarchist?). Duckwork mixa suoni accattivanti, ballate anarco-casalinghe, seducente e di basso profilo, punk fino Pogues e al Celtic rock, e un tagliente, sperimentale, melodico ambient. Norman Nawrocki lo chiama il "Movimento Anarchico Beat", un nuovo genere musicale garantito per ispirare i pensatori, i ribelli, gli appassionati di musica, i DJ e garantito per ottenere i loro pugni pompare l'aria.